# Куньмін
Куньмі́н (кит. 昆明, піньїнь: Kūnmíng; МФА: [kʊn'mɪŋ]) — столиця і найбільше місто провінції Юньнань на південному заході Китаю. Назва міста походить від самоназви кочовиків, які жили в цій місцевості у давнині. За часів китайських династій Хань і Тан вони перешли до осілого способу життя довкола озера Дянь, де розташований сучасний Куньмін.
Розташоване на висоті близько 2 км над рівнем моря, Куньмін уникає надмірної спеки, характерної літом для цих широт, але зберігає комфортну температуру взимку, що дало йому другу назву «Місто вічної весни» (春城). В місті є кілька університетів, музеїв, картинних галерей, а також відомий бронзовый храм, побудований за часів династії Мін. Велику популярність має Зоопарк Куньмін.

## Географія

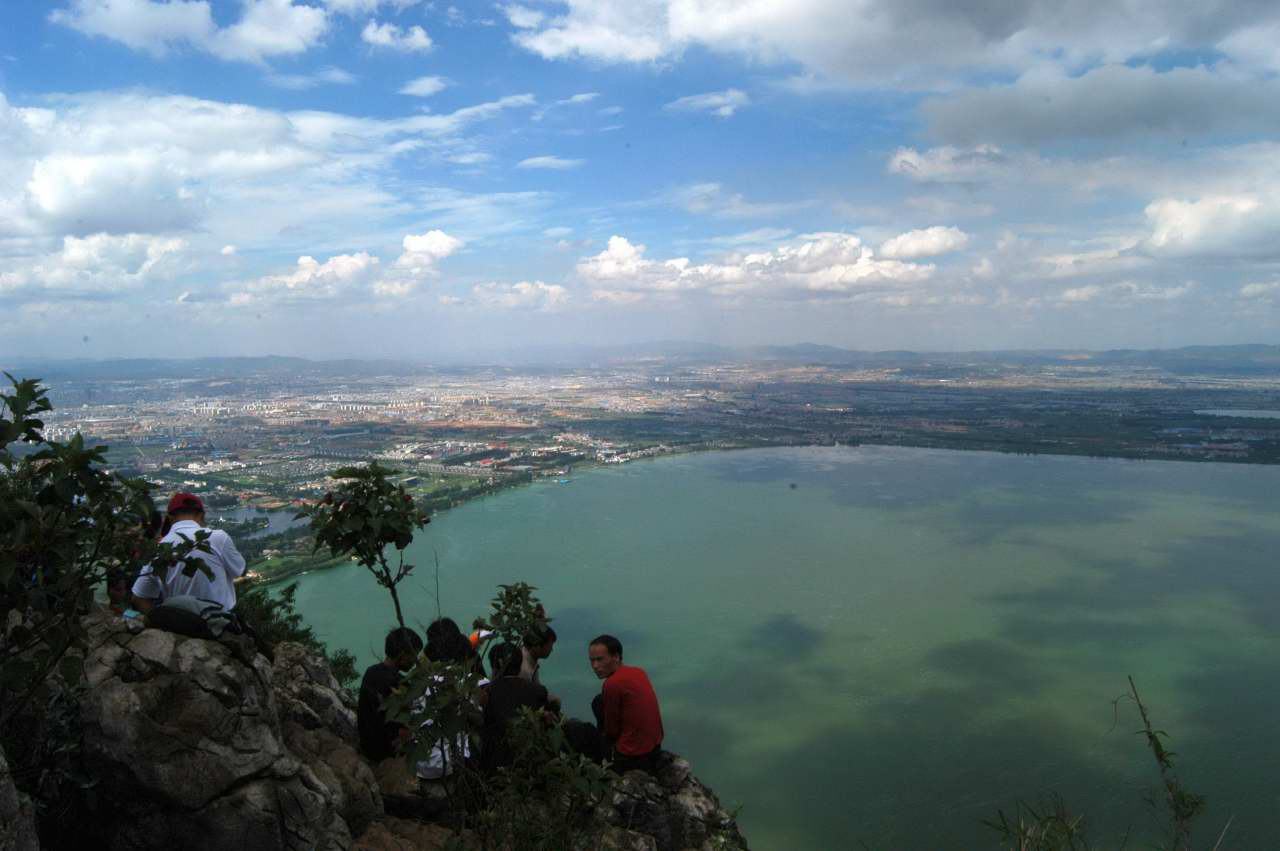
Озеро Дянь

Куньмін розташований у східній частині провінції Юньнань між 24°23´ і 26°22´ пн. широти та між 102°10´і 103°40´ сх. довготи, міська агломерація простягається на 140 км зі сходу на захід та на 220 км з півночі на південь.
На озері Дянь в межах міста зимують сотні тисяч сибірських чайок.

### Клімат
Місто знаходиться у зоні, котра характеризується океанічним кліматом субтропічних нагір'їв. Найтепліший місяць — липень із середньою температурою 20.6 °C (69 °F). Найхолодніший місяць — січень, із середньою температурою 8.9 °С (48 °F).
| Клімат Куньміна         | Клімат Куньміна | Клімат Куньміна | Клімат Куньміна | Клімат Куньміна | Клімат Куньміна | Клімат Куньміна | Клімат Куньміна | Клімат Куньміна | Клімат Куньміна | Клімат Куньміна | Клімат Куньміна | Клімат Куньміна | Клімат Куньміна |
| Показник                | Січ.            | Лют.            | Бер.            | Квіт.           | Трав.           | Черв.           | Лип.            | Серп.           | Вер.            | Жовт.           | Лист.           | Груд.           | Рік             |
| Абсолютний максимум, °C | 22              | 22              | 30              | 30              | 32              | 32              | 28              | 28              | 30              | 27              | 26              | 20              | 32              |
| Середній максимум, °C   | 14              | 16              | 19              | 22              | 23              | 23              | 23              | 23              | 21              | 19              | 16              | 13              | 20              |
| Середня температура, °C | 8               | 10              | 13              | 16              | 19              | 20              | 20              | 20              | 18              | 16              | 12              | 8               | 15              |
| Середній мінімум, °C    | 2               | 3               | 6               | 11              | 15              | 17              | 17              | 16              | 15              | 12              | 7               | 3               | 10              |
| Абсолютний мінімум, °C  | −5              | −2              | −5              | 2               | 6               | 10              | 10              | 11              | 7               | 2               | 0               | −7              | −7              |
| Норма опадів, мм        | 10              | 10              | 10              | 20              | 80              | 170             | 200             | 200             | 120             | 70              | 40              | 10              | 1000            |
| ----------------------- | --------------- | --------------- | --------------- | --------------- | --------------- | --------------- | --------------- | --------------- | --------------- | --------------- | --------------- | --------------- | --------------- |
| Джерело: Weatherbase    |                 |                 |                 |                 |                 |                 |                 |                 |                 |                 |                 |                 |                 |

## Адміністративний поділ
Міський округ поділяється на 7 районів, 1 місто та 6 повітів (три з них є автономними):
| Карта | Карта           | Карта              | Карта            |
| --- | --------------- | ------------------ | ---------------- |
| Луцюань- · Ї-Мяо Дунчуань Сюньдянь-Хуей-Ї Фумінь ① ② Сунмін ③ ④ Їлян ⑤ Аньнін Цзіньнін Шилінь-Ї ① Ухуа ② Паньлун ③ Сішань ④ Гуаньду ⑤ Ченгун |                 |                    |                  |
| Статус | Назва           | Оригінал           | Населення (2020) |
| Район | Гуаньду         | 官渡区             | 1 602 279        |
| Район | Дунчуань        | 东川区             | 260 744          |
| Район | Паньлун         | 盘龙区             | 987 955          |
| Район | Сішань          | 西山区             | 960 746          |
| Район | Ухуа            | 五华区             | 1 143 085        |
| Район | Цзіньнін        | 晋宁区             | 346 268          |
| Район | Ченгун          | 呈贡区             | 649 501          |
| Місто | Аньнін          | 安宁市             | 483 753          |
| Повіт | Їлян            | 宜良县             | 384 875          |
| Повіт | Сунмін          | 嵩明县             | 410 929          |
| Повіт | Фумінь          | 富民县             | 149 506          |
| Автономний повіт | Луцюань-Ї-Мяо   | 禄劝彝族苗族自治县 | 378 881          |
| Автономний повіт | Сюньдянь-Хуей-Ї | 寻甸回族彝族自治县 | 460 739          |
| Автономний повіт | Шилінь-Ї        | 石林彝族自治县     | 240 827          |

## Історія
У зв'язку зі своїм розташуванням на перетині караванних шляхів між країнами Південно-Східнох Азії, Індії та Тибетом, поселення на місці сучасного Куньміна з'явилося ще у доісторичні часи. Археологічні роботи на берегах озера Дянь визначили наявність поселення, віком приблизно від третього століття до н. е., яке можливо відносилося до царства Чу, що було розташовано поблизу. Місто під назвою Куньчжоу було засновано в 9 столітті н. е. на деякій відстані від сучасного Куньміна у південно-східному напрямку.

## Демографія
У Куньміні розмовляють окремим діалектом китайської мови.

## Архітектура

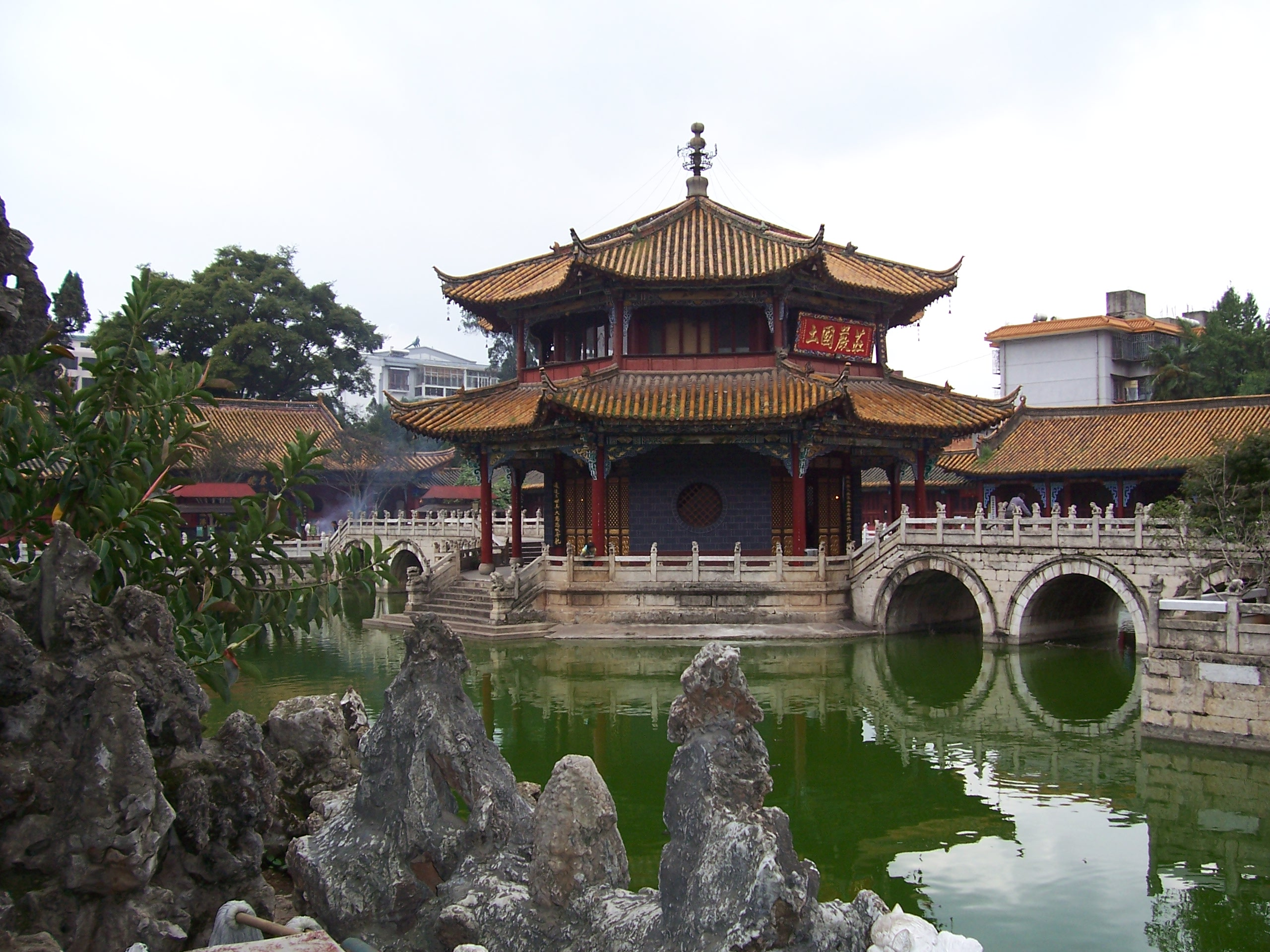
Юаньтунсі

### Юаньтунсі
Храм Юаньтунсі є одним з головних буддистських центрів Юньнані.

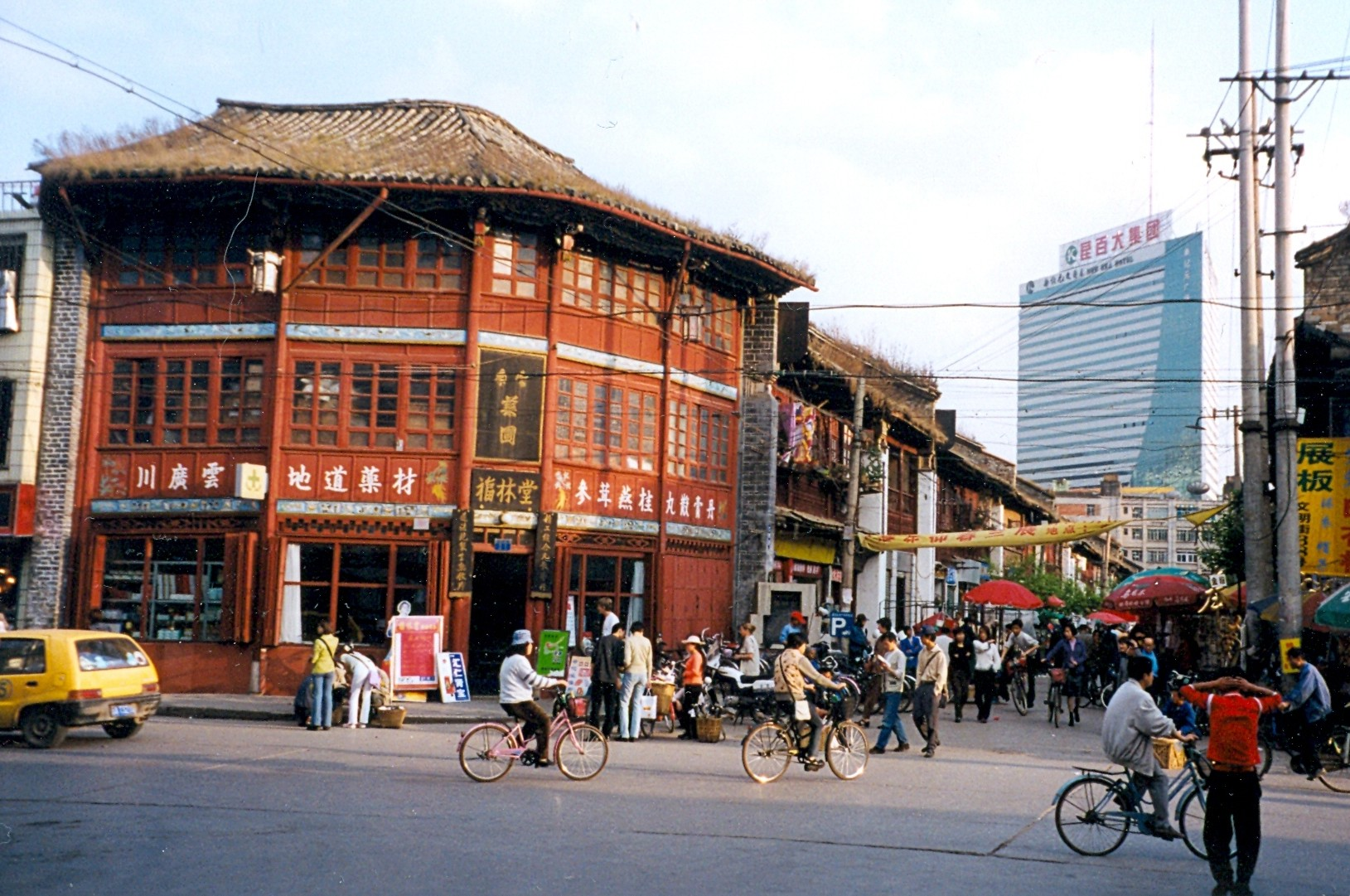
Дерев'яний дім та хмарочос

### Бамбуковий храм
Побудований у 639 і перебудований з 1422 по 1428, вміщує галерею з 500 архатів.

### Танські пагоди
Західна пагода була побудована між 824 та 859, під час династії Тан. Східна пагода была побудована у той же час, але була зруйнована землетрусом 1833-го року и відновлена 1882-го.

### Парк Дагуан
Був заснований імператором Кансі у 17-м столітті.

## Економіка
Завдяки своєму розташуванню провінція Юньнань є ідеальним місцем для вирощувания квітів. Куньмін називають «Королівством квітів» та «Садом Китаю».

## Транспорт
З червня 2012 року в місті працює метрополітен.

## Міста-побратими
- Побратими:
  -  Шафшаван, Марокко
  -  Денвер, США (1985) 
  -  Новий Плімут, Нова Зеландія  [Архівовано 18 березня 2012 у Wayback Machine.]
  -  Вагга-Вагга, Австралія
  -  Цюрих, Швейцарія
- Місто дружби:
  -  Фудзісава, Японія (1981)